# Coenocorypha
Coenocorypha – rodzaj ptaków z podrodziny słonek (Scolopacinae) w rodzinie bekasowatych (Scolopacidae).

## Zasięg występowania
Rodzaj obejmuje gatunki występujące na wyspach otaczających Nową Zelandię.

## Morfologia
Długość ciała 19–24 cm; masa ciała 61–131 g; rozpiętość skrzydeł 28–35 cm. 

## Systematyka

### Etymologia
- Coenocorypha: gr. κοινωσις koinōsis „mieszanie, pomieszanie”; gr. κορυφη koruphē „ciemię głowy”[5].
- Holmesia: epitet gatunkowy Scolopax holmesii Peale, 1848 (obecnie syn. Coenocorypha aucklandica); dr Silas Holmes (1815–1849), amerykański chirurg-przyrodnik podczas US Exploring Expedition w latach 1838–1842[6][7]. Gatunek typowy: Gallinago aucklandicus G.R. Gray, 1845.

### Podział systematyczny
Do rodzaju należą następujące gatunki:
- Coenocorypha pusilla (Buller, 1869) – bekas wyspowy
- Coenocorypha huegeli (Tristram, 1893) – bekas jarzębaty – takson wyodrębniony ostatnio z C. aucklandica[9][10][11][12]
- Coenocorypha aucklandica (G.R. Gray, 1845) – bekas auklandzki